# Klejs
Klejs (tot 2010: Klejs Kirkedistrikt)  is een parochie van de Deense Volkskerk in de Deense gemeente Hedensted. De parochie maakt deel uit van het bisdom Haderslev en telt 280 kerkleden op een bevolking van 320 (2014).
Klejs was tot 2010 een kirkedistrikt binnen de parochie Rårup. Bij de afschaffing van de kerkdistricten werd het een zelfstandige parochie. Rårup was tot 1970 deel van Bjerre Herred. In 1970 werd de parochie opgenomen in de nieuwe gemeente Juelsminde. In 2007 ging deze op in de vergrote gemeente Hedensted.
De parochiekerk is gebouwd in 1919. 